# ایستادن در باد
ایستادن در باد نام یک مجموعهٔ تلویزیونی ایرانی به نویسندگی و کارگردانی «سیاوش دولت‌سرایی» است که در سال ۱۳۶۸ تولید و از شبکه ۲ سیمای جمهوری اسلامی ایران پخش گردید.

## خلاصه داستان
در دوران جنگ ایران و عراق، یک مهندش شیمی برآن است تا روشی جدید در صنایع ریخته‌گری ایجاد کند. وی با وجود مشکلات مالی و کارشکنی‌های اطرافیان، سرانجام با پشتکار و اراده، به این خواستهٔ خود، جامهٔ عمل می‌پوشاند.

## بازیگران
- جهانگیر الماسی
- مهشید افشارزاده
- سیامک اطلسی
- حمید دلشکیب
- مهری مهرنیا
- امید آهنگر
- اسفندیار ابراهیمی[۲]
- مسعود رحمانی